# Němcová!
Němcová! je muzikál (často spíše lépe označováno jako „hudební obrazy“) ze života české spisovatelky  Boženy Němcové. Hudbu napsal Václav Noid Bárta, scénář a režie je dílem Jiřího Pokorného. Naposledy se hrál po dobu jednoho roku v pražském Divadle Ta Fantastika, kde měl premiéru 12. května 2008 a derniéru 20. června 2009.

## Osoby a obsazení
Němcová
- Lucie Bílá

Němec
- Kamil Střihavka
- Václav Noid Bárta

Žena 1
- Iva Marešová
- Gabriela Vermelho

Žena 2
- Michaela Zemánková
- Dagmar Součková

Žena 3
- Kristýna Leichtová
- Kristýna Lukešová

Muž 1
- Lukáš Kumpricht

Muž 2
- David Kraus
- Štěpán Bárta

Muž 3
- Viktor Dyk

Muž 4
- Tomáš Petřík
- Petr Opava

Muž 5
- Václav Renč

Dítě 1
- Jan Battěk

Dítě 2
- Claudia Monica Gutiérrez
- Rosa Marie Pokorná

Případná alternace všech mužských rolí
- Václav Noid Bárta

## Multimédia
- Fotogalerie
- Sama (zpěv: Lucie Bílá)
- Videoreportáž z muzikálu Němcová!
- Video z 1. výročí muzikálu Němcová! (3. května 2009; autor: Fronk)
- Video z derniéry 20. června 2009, kdy byla Němcová zaznamenávána Českou televizí (autor: Fronk)